# Чивыркуйский перешеек

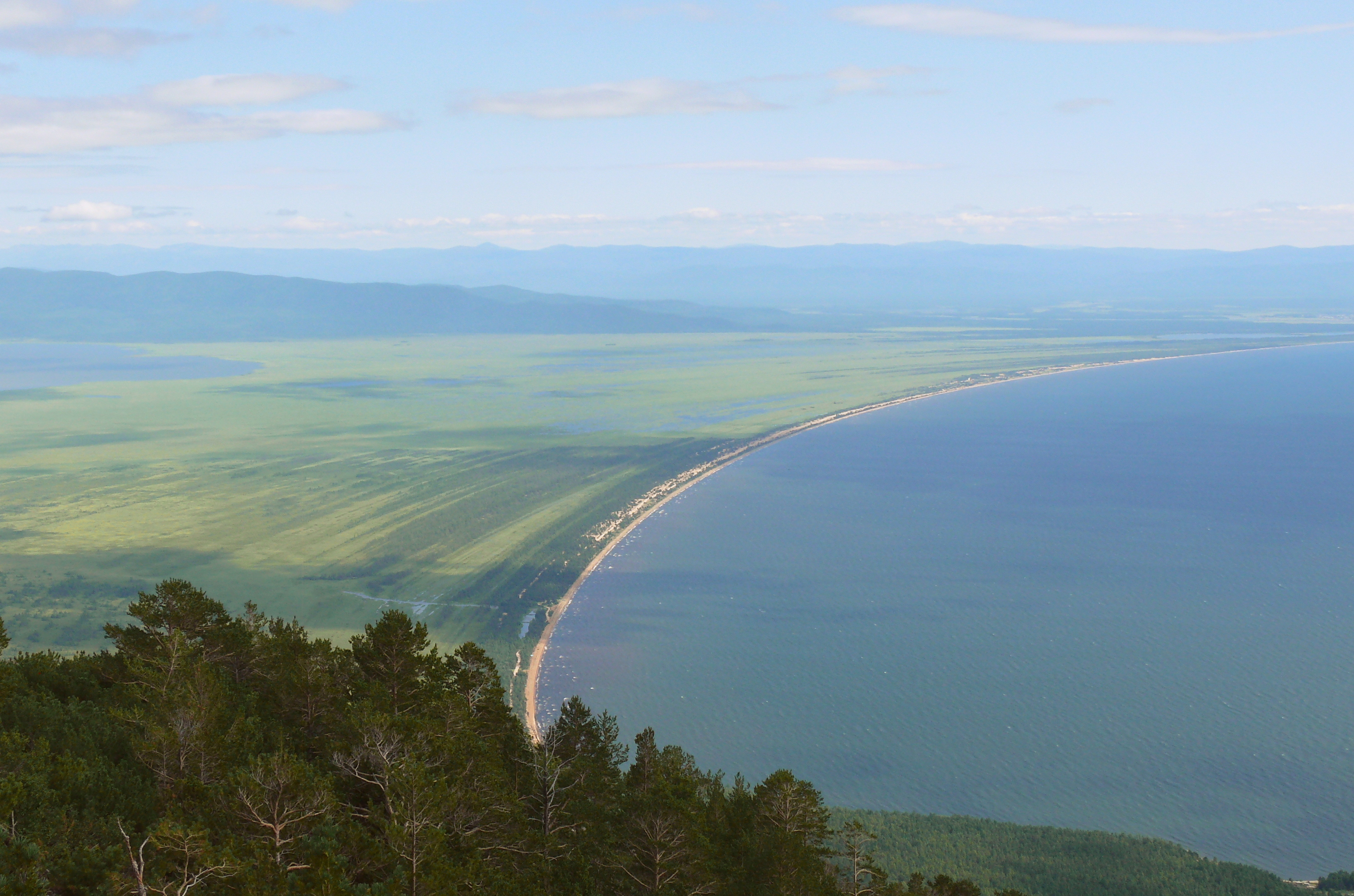
Чивыркуйский перешеек. Вид с полуострова Святой Нос

Чивырку́йский переше́ек — низменная заболоченная полоса земли длиной до 20 км и шириной от 8 до 18 км, соединяющая байкальский полуостров Святой Нос с материком. К северу от перешейка лежит Чивыркуйский залив, к юго-западу — Баргузинский залив озера Байкал. Данный вид рельефа в частности является томболо — косой, соединяющей остров с материком.
На перешейке находятся Кулиные болота — место обитания множества птиц. Около трети территории перешейка занимает мелководное озеро-сор Арангатуй, соединённое протокой с Чивыркуйским заливом.
По перешейку, вдоль 20-километрового песчано-галечного пляжа на берегу Баргузинского залива, проходит грунтовая автомобильная дорога на полуостров Святой Нос.